# Грюнер Зее
Грюнер Зее (нім. Grüner See, у перекладі на українську — Зелене озеро) — озеро в Австрії у землі Штирія в селі Трагьос. Оточене горами Хохшваб і лісами. Назва «Грюнер-Зе» виникла через колір його смарагдово-зеленої води.
Чиста і прозора вода — результат сніготанення з карстових гір, вона має температуру в 6-7 °C. Взимку глибина озера становить від 1 до 2 метрів, а навколишня місцевість використовується як окружний парк. Проте, влітку, коли температура підвищується і сніг починає танути, басейн озера наповнюється водою. Грюнер Зее має максимальну глибину (приблизно 12 м) з середини травня по червень; стверджується, що в цей час воно виглядає найбільш красиво. У липні вода починає відступати.
В озері підтримується різноманітність фауни: там живуть равлики, гіллястовусі раки (дафнія звичайна), невеликі краби, личинки мух і різні види форелі. Флора небагата через кам'янисте дно озера. До того ж глибина озера мінлива через підтікання, що відбувається через танення снігів.
Озеро популярне серед дайверів, котрі оглядали під час занурення зелені луки на краю Грюнер Зее, особливо в червні, коли озеро досягає максимальної глибини. Під водою в цей час перебувають міст і паркова лава.

## Галерея

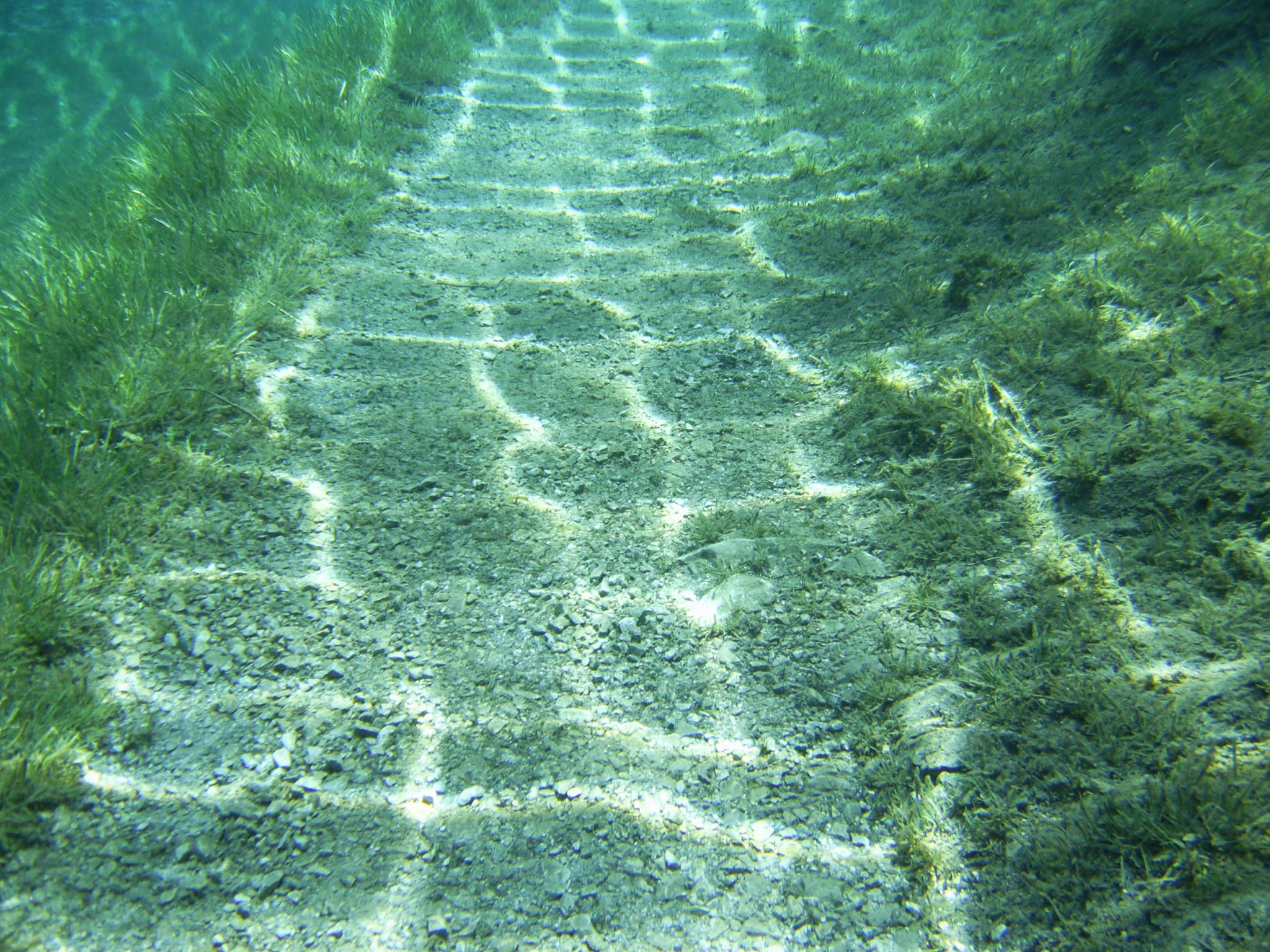
Дорога під водою
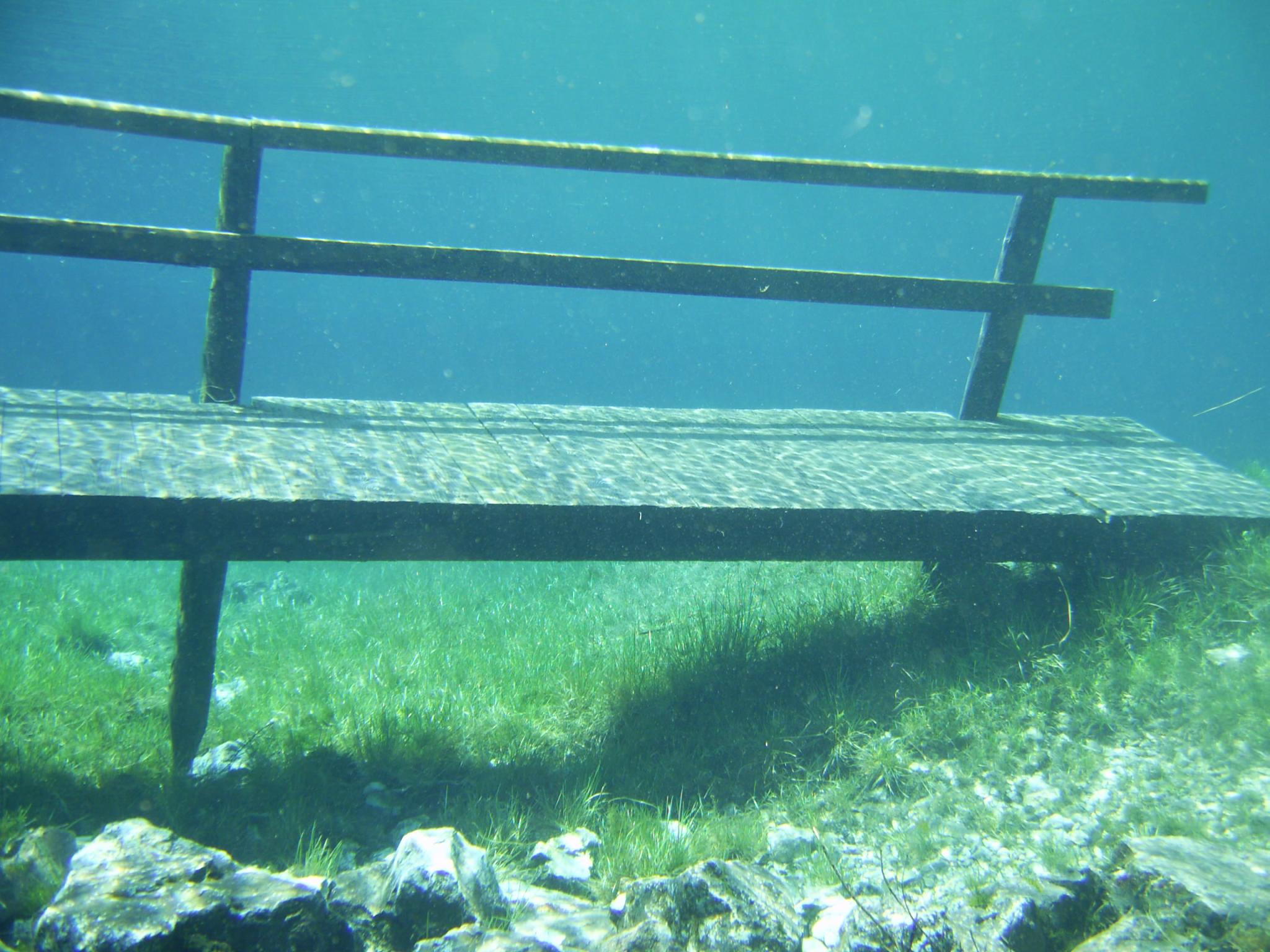
Лавка під водою
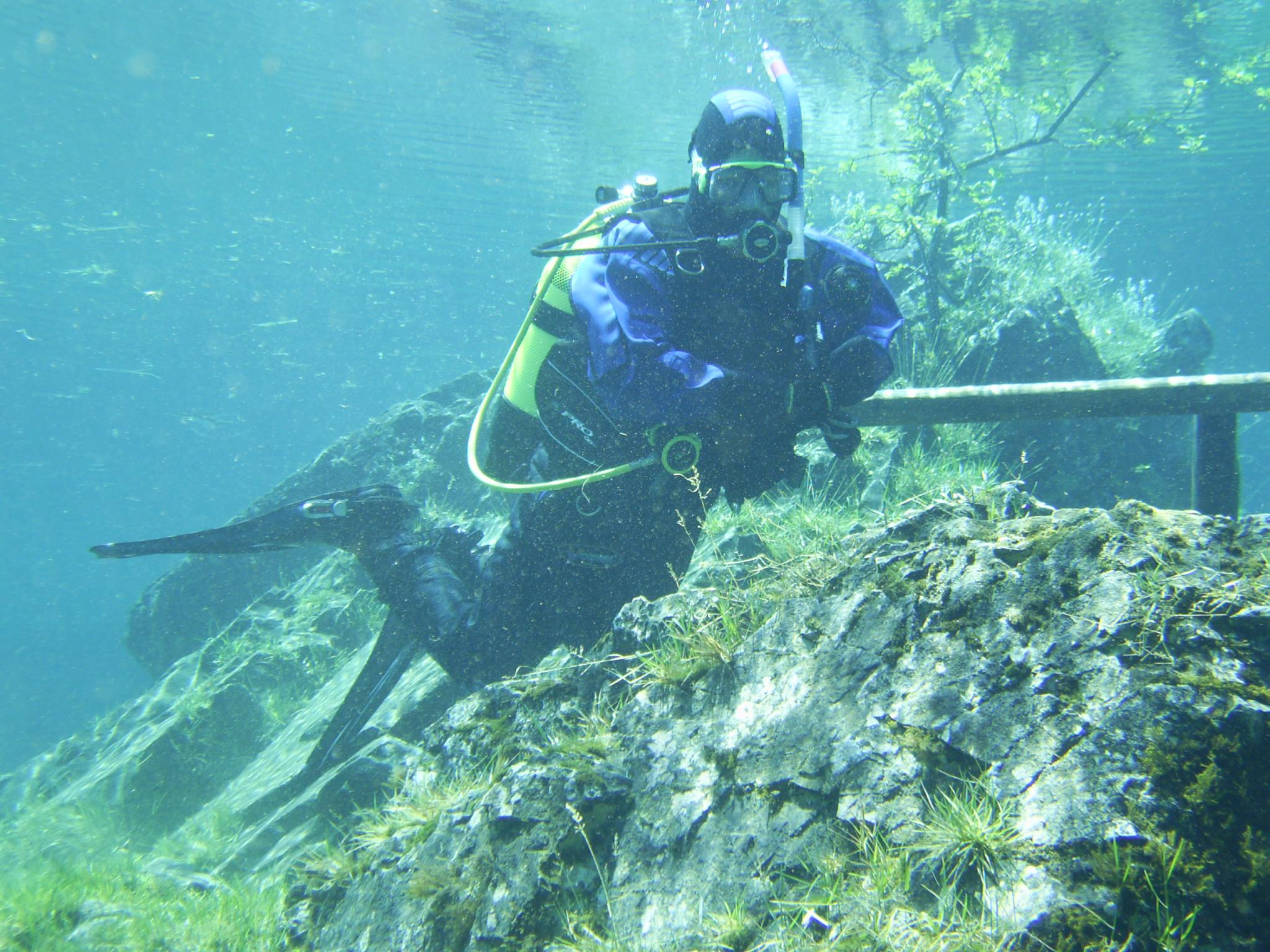
Дайвер в Грюнер Зее
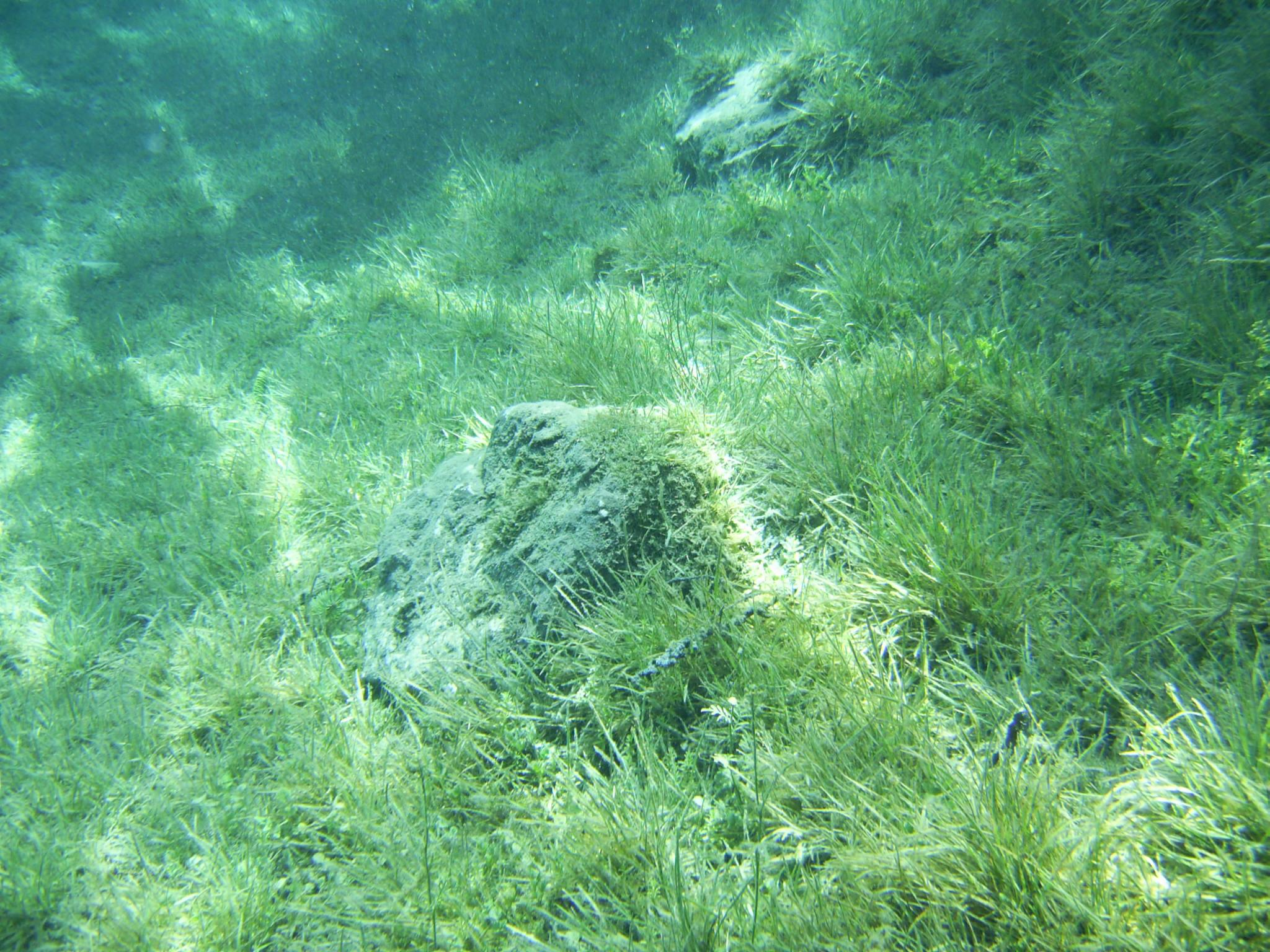
Донна рослинність